# Departamenty Stanów Zjednoczonych
Departamenty Stanów Zjednoczonych (ang. United States Federal Executive Departments; pol. Federalne Departamenty Wykonawcze Stanów Zjednoczonych) – nazwa organów władzy wykonawczej (rządu federalnego) w Stanach Zjednoczonych, odpowiadających ministerstwom w innych państwach. Istnieje piętnaście departamentów.

## Departamenty
- Departament Stanu Stanów Zjednoczonych – United States Department of State (utworzony w 1789 roku)
- Departament Skarbu Stanów Zjednoczonych – United States Department of the Treasury (utworzony w 1789 roku)
- Departament Obrony Stanów Zjednoczonych – United States Department of Defense (utworzony w 1949 roku)
- Departament Sprawiedliwości Stanów Zjednoczonych – United States Department of Justice (utworzony w 1870 roku)
- Departament Zasobów Wewnętrznych Stanów Zjednoczonych – United States Department of the Interior (utworzony w 1849 roku)
- Departament Rolnictwa Stanów Zjednoczonych – United States Department of Agriculture (utworzony w 1889 roku)
- Departament Handlu Stanów Zjednoczonych – United States Department of Commerce (utworzony w 1903 roku)
- Departament Pracy Stanów Zjednoczonych(inne języki) – United States Department of Labor (utworzony w 1913 roku)
- Departament Zdrowia i Opieki Społecznej Stanów Zjednoczonych(inne języki) – United States Department of Health and Human Services (utworzony w 1953 roku)
- Departament Urbanizacji Stanów Zjednoczonych(inne języki) – United States Department of Housing and Urban Development (utworzony w 1965 roku)
- Departament Transportu Stanów Zjednoczonych(inne języki) – United States Department of Transportation (utworzony w 1966 roku)
- Departament Energii Stanów Zjednoczonych – United States Department of Energy (utworzony w 1977 roku)
- Departament Edukacji Stanów Zjednoczonych(inne języki) – United States Department of Education (utworzony w 1979 roku)
- Departament Spraw Weteranów Stanów Zjednoczonych(inne języki) – United States Department of Veterans Affairs (utworzony w 1988 roku)
- Departament Bezpieczeństwa Krajowego Stanów Zjednoczonych – United States Department of Homeland Security (utworzony w 2002 roku)

## Departamenty historyczne
- Departament Wojny Stanów Zjednoczonych – United States Department of War (pod tą nazwą istniał w latach 1789–1947. W 1947 roku zmieniono jego nazwę na Departament Armii Stanów Zjednoczonych, ostatecznie przestał funkcjonować 2 lata później tj. w 1949 roku)
- Departament Poczty Stanów Zjednoczonych(inne języki) – United States Post Office Department (istniał w latach 1792–1971)
- Departament Marynarki Wojennej Stanów Zjednoczonych(inne języki) – United States Department of the Navy (istniał w latach 1798–1947)
- Departament Handlu i Pracy Stanów Zjednoczonych(inne języki) – United States Department of Commerce and Labor (istniał w latach 1903–1913)
- Departament Zdrowia, Edukacji i Opieki Społecznej Stanów Zjednoczonych(inne języki) – United States Department of Health, Education, and Welfare (istniał w latach 1953–1979)